# Communauté de communes Marche Avenir
La communauté de communes Marche Avenir est une ancienne communauté de communes française, située dans le département de la Creuse et la région Limousin.
Elle a disparu le 31 décembre 2013, fusionnée avec la communauté de communes des Deux Vallées et plusieurs communes n'appartenant jusqu'alors à aucune structure intercommunale, pour former la Communauté de communes Portes de la Creuse en Marche.

## Composition
Elle regroupe 6 communes :
| Nom                | Code Insee | Gentilé     | Superficie (km2) | Population (dernière pop. légale) | Densité (hab./km2) |
| ------------------ | ---------- | ----------- | ---------------- | --------------------------------- | ------------------ |
| Mortroux (siège)   | 23136      | Morterolais | 13,28            | 294 (2014)                        | 22                 |
| La Cellette        | 23041      | Cellettois  | 21,48            | 269 (2014)                        | 13                 |
| La Forêt-du-Temple | 23084      | Forestiers  | 7,72             | 140 (2014)                        | 18                 |
| Linard             | 23109      | Linardois   | 12,60            | 167 (2014)                        | 13                 |
| Moutier-Malcard    | 23139      |             | 25,81            | 528 (2014)                        | 20                 |
| Nouziers           | 23148      | Nouziérois  | 14,33            | 227 (2014)                        | 16                 |

Président : Michel Poirier - 1er Adjoint à Linard
1er vice-président : Jean Louis Escolier - Maire de Nouziers
2e vice-président : Eveline Moulin - Maire de La Foret du Temple
Le conseil communautaire est composé 18 conseillers (3 pour chaque commune)